# FK Meteor Praha VIII
FK Meteor Praha VIII je český fotbalový klub hrající Divizi B. Po Slavii, Spartě, Loučni je to šestý nejstarší český fotbalový klub.

## Historie
Meteor je jedním z nejstarších českých fotbalových klubů a zároveň zakládajícím členem asociační ligy. Ihned v ročníku 1925 ovšem Meteor skončil na posledním místě, tehdy se ale nesestupovalo. Právě v sezóně 1925/26 dosáhl Meteor svého nejlepšího výsledku v historii – obsadil 7. příčku. O další ročník Středočeské 1. ligy se ale hrála kvalifikace, což se Meteoru stalo osudným – v soutěži hrané na 7 zápasů získal jen 1 bod a skončil poslední, od té doby se už do nejvyšší soutěže nedostal.

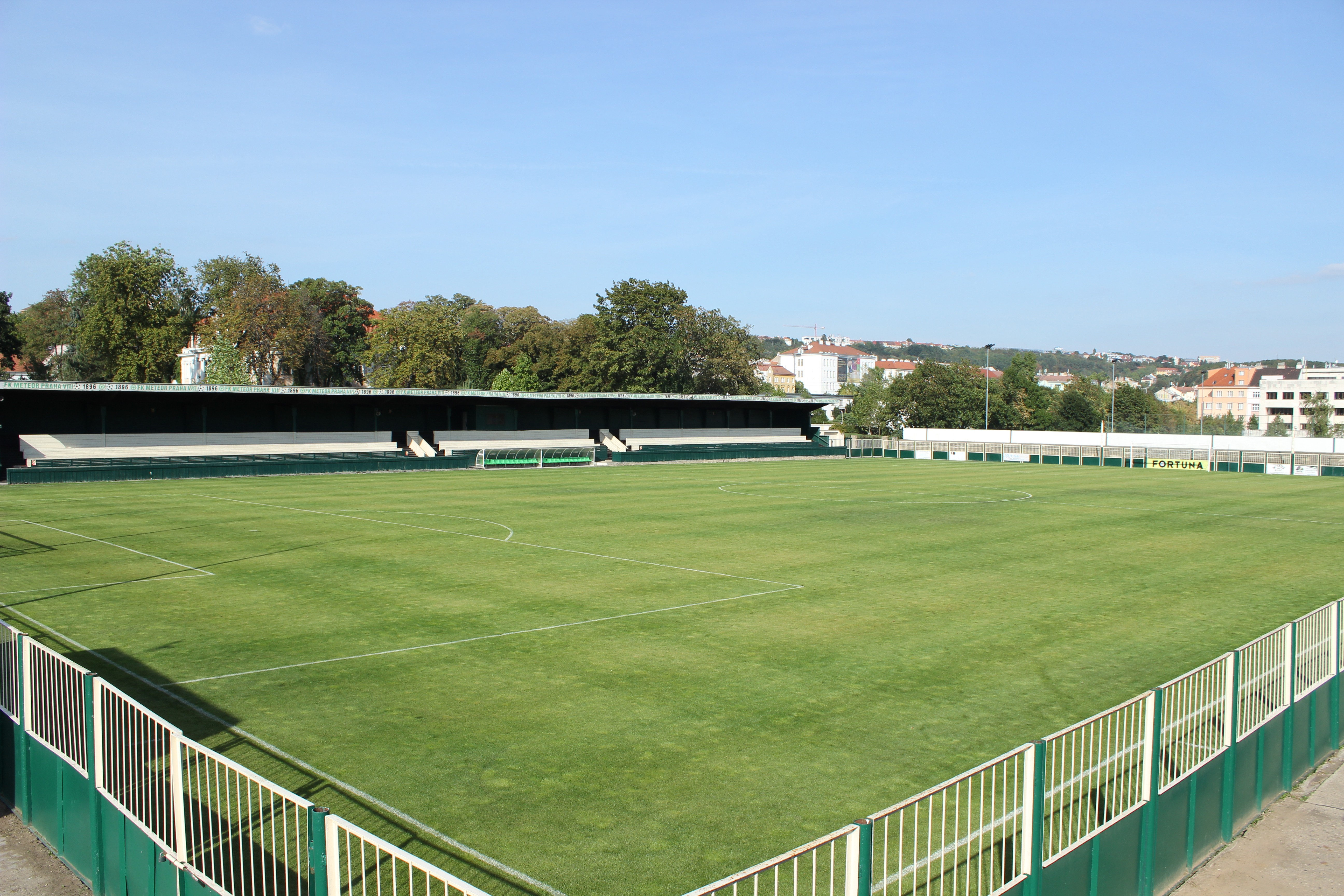
Fotbalový areál Libeň, Hlavní stadion.

## Současnost
A-mužstvo Meteoru se probojovalo v sezóně 2012/2013 do ČFL, kde vydrželo pouze dvě sezóny a poté sestoupilo zpět do divize. V sezoně 2019/20 hrají v Divizi B.
Velkých úspěchů dosahují také mládežnická mužstva, Meteor jich má v současnosti 15. Mužstva do 19 a do 17 let hrají nejvyšší soutěž v ČR – I. Celostátní ligu dorostu, mužstva do 18 a do 16 let hrají druhou nejvyšší soutěž v ČR – Českou ligu dorostu. Starší žáci hrají nejvyšší soutěže – české ligy – U15, U14. Ostatní týmy hrají vesměs nejvyšší pražské soutěže.
Třetí nejvyšší soutěže se tým účastnil i v sezoně 1974/75.

## Sportovní areály
V současné době využívá Meteor dva sportovní areály. Jeden v Libni mezi tzv. Bílým domem a Grabovou vilou, druhý na Štěpničné. Meteor využívá celkem 6 hřišť (tři travnatá, dvě s umělým povrchem a jedno hřiště na minikopanou s umělým povrchem). Na hřišti Meteoru v Libni je dosud (2020) nejstarší dřevěná tribuna v Praze.

## Soupiska týmu
| # | Pozice | Hráč              |
| - | ------ | ----------------- |
|   | B      | Jan Kohlbeck      |
|   | B      | Michal Polomský   |
|   | B      | Ondřej Voska      |
|   | O      | Adam Boruta       |
|   | O      | Matěj Čonka       |
|   | O      | Martin Daňhel     |
|   | O      | David Hruška      |
|   | O      | František Jiřík   |
|   | O      | Stefan Jovanovič  |
|   | O      | Marek Kudrlička   |
|   | O      | Jan Ludvík        |
|   | O      | Miroslav Minárčik |
|   | O      | Jakub Moudrý      |
|   | O      | Matěj Pikous      |

| # | Pozice | Hráč             |
| - | ------ | ---------------- |
|   | Z      | Jan Frantl       |
|   | Z      | Martin Inneman   |
|   | Z      | Petr Janda1      |
|   | Z      | Petr Janda2      |
|   | Z      | Tomáš Kadlec     |
|   | Z      | Ondřej Míča      |
|   | Z      | Jan Olah         |
|   | Z      | Jiří Schuster    |
|   | Z      | Marek Štefan     |
|   | Z      | Tomáš Vobořil    |
|   | Z      | Robin Zimmermann |
|   | U      | Jan Fíček        |
|   | U      | Petr Junek       |
|   | U      | Petr Studnička   |